# Jørgen Wagner Hansen
Jørgen Wagner Hansen (Frederiksberg, 15 settembre 1925 – Holbæk, 17 luglio 1969) è stato un calciatore danese, di ruolo attaccante.

## Carriera

### Club
Ha sempre giocato nel campionato danese.

### Nazionale
Giocò per la Nazionale danese, scendendo in campo 18 volte e vincendo la medaglia di bronzo ai Giochi della XIV Olimpiade del 1948.